# Missione militare bilaterale italiana in Libano
La Missione Militare Bilaterale Italiana in Libano (MIBIL) nasce dall'esigenza di incrementare le capacità complessive delle Forze armate libanesi (LAF) affinché siano capaci di fronteggiare efficacemente ed in assoluta autonomia la precaria situazione di sicurezza in Libano provocata dallo sconfinamento della guerra civile siriana in Libano e dell’area mediorientale più in generale.
Sia in Italia che in Libano vengono agevolate attività addestrative e formative che vedono il coinvolgimento di istruttori militari provenienti dall'Esercito Italiano per quanto concerne attività di settore quali "contro-cecchinaggio", "sopravvivenza e primo soccorso", "sicurezza di volo" e “fortificazione del campo".
Fondamentale il contributo fornito dai militari dell'Arma dei Carabinieri i cui istruttori, provenienti dal Centro Addestramento della 2ª Brigata Mobile, dal 7º Reggimento Carabinieri "Trentino Alto Adige" e dal 13º Reggimento Carabinieri "Friuli Venezia Giulia", svolgono pacchetti addestrativi monotematici, basici e avanzati di 1º livello, finalizzati alla formazione di operatori di polizia militare, di operatori specializzati nella gestione e nel controllo della folla (CRC), nella traduzione dei detenuti e nell'espletamento dei servizi di tutela e scorta in favore di autorità civili e militari.
Il contributo dell'Arma, in linea con lo già sperimentato modello MSU/IPU e con le valide esperienze maturate attraverso le Nato Training Mission in Iraq ed Afghanistan, aventi come obbiettivo prevenzione e applicazione della legge in materia di sicurezza pubblica, ordine pubblico e antiterrorismo, si inserisce nel più ampio contesto delle iniziative connesse all’International Support Group for Lebanon (ISG), facente capo alle Nazioni Unite.
L'Arma ha sinora svolto i corsi di: 
- CRC nel marzo-aprile 2015
- CRC nel luglio-agosto 2015
- Polizia Militare nel settembre-ottobre 2016
- CRC nel febbraio-marzo 2017
- Traduzione detenuti nel giugno 2017
- Tutela e scorta privata nel luglio 2017